# Оксфордски университет
Оксфордският университет  (на английски: University of Oxford), или само Оксфорд, е колежански изследователски университет в Оксфорд, Англия. Има доказателства за преподаване в него още през 1096 г., което го прави най-старият университет в англоезичния свят и вторият най-стар университет в света с непрекъсната дейност.
От 1167 г., когато крал Хенри II забранява на английските студенти да посещават Парижкия университет, Оксфорд се разраства бързо. След конфликта между студенти и жители на Оксфорд през 1209 г. някои от преподавателите отиват на североизток в Кеймбридж, където основат Кеймбриджкия университет. Двата английски стари университета споделят много общи черти и се наричат заедно Оксбридж.
Днес Оксфордският университет е сред най-уважаваните и най-добрите британски висши училища, особено в областта на историческите и политическите науки. Поради качеството на британските университети е на челно място в Европа. Член е на университетското обединение Europaeum.
Университетът се състои от тридесет и девет полуавтономни съставни колежа, пет частни колежа и набор от академични отдели, които са организирани в четири факултета. Всички колежи са самоуправляващи се институции в рамките на университета, като всеки контролира собственото си членство и има своя собствена вътрешна структура и дейности. Всички студенти са членове на колеж. Оксфорд няма основен кампус и неговите сгради и съоръжения са разпръснати из центъра на града. Бакалавърското обучение в Оксфорд се състои от лекции, уроци в малки групи в колежите и залите, семинари, упражнения и понякога допълнителни уроци, предоставяни от централните университетски факултети и отдели. Следдипломното обучение се предоставя предимно централно.
Оксфорд управлява най-стария университетски музей в света – Музей „Ашмол“, най-голямото университетско издателство в света и най-голямата академична библиотечна система в цялата страна.
Оксфордският университет има широк кръг от известни възпитаници, включително 30 министър-председатели на Обединеното кралство и много държавни и правителствени ръководители по света. Към октомври 2022 г. 73 лауреати на Нобелова награда, 4 носители на Филдсови медали и 6 носители на наградата „Тюринг“ са учили, работили или имали гостуващи стипендии в Оксфордския университет, докато неговите възпитаници са спечелили 160 олимпийски медала. Оксфорд е дом на множество стипендии, включително Стипендия „Родс“ (на англ.  Rhodes Scholarship) – една от най-старите международни програми за стипендии за висшисти.

## История

### Основаване
Датата на основаване на Оксфордския университет е неизвестна. Известно е, че преподаването в него съществува под някаква форма още през 1096 г., но не е ясно кога точно е възникнал университетът. Ученият Теобалд от Етамп изнася лекции в Оксфорд в началото на 1100 г.

Университетът се разраства бързо от 1167 г., когато крал Хенри II забранява на английски студенти да учат в Парижкия университет след спор с Томас Бекет. През 1188 г. историкът Джералд от Уелс изнася публична лекции пред университетските лектори. През 1190 г. пристига първият известен чуждестранен студент – Емо от Фризия. 
До 1201 г. университетът е оглавяван от „magister scholarum (ръководител на църковно училище) Oxonie“, на когото през 1214 г. е присъдена титлата „канцлер“. През 1231 г. преподавателите са признати за universitas или корпорация. Университетът получава Кралска харта през 1248 г. по време на управлението на крал Хенри III.
През XIII век конфликтите между жителите на Оксфорд и студентите ускоряват създаването на примитивни общежития. Те са наследени от първите колежи в Оксфорд, които започват като дарени къщи или средновековни общежития под надзора на магистър. В периода 1249 – 1264 г. са създадени най-старите колежи – Бейлиъл и Мъртън. След конфликта през 1209 г. някои академици бягат от насилието в Кеймбридж и на други места, като по-късно основават Кеймбриджкия университет.
Студентите се свързват на базата на географски произход в две „нации“ (регионални студентски обединения), представляващи Севера (Северняците или Бореалес, които включват англичаните от север на река Трент и шотландците) и Юга (Южняците или Австралиите, които включват англичаните от юг на река Трент, ирландците и уелсците). През по-късните векове географският произход продължава да оказва влияние върху принадлежността на много студенти, когато членството в колеж или постоянен частен колеж става обичайно в Оксфорд. Освен това членове на много религиозни ордени, включително доминиканци, францисканци, кармелити и августинци, се установяват в Оксфорд в средата на XIII век, печелят влияние и поддържат домове или аули за студенти. Приблизително по същото време частни благодетели създават колежи като самостоятелни научни общности. Сред най-ранните такива основатели са Уилям от Дърам, който през 1249 г. дарява Университетския колеж, и барон Джон I де Бейлиъл (баща на бъдещия крал на Шотландия Джон I Бейлиъл) – Колеж „Бейлиъл“ носи неговото име. Друг основател, Уолтър де Мертън, лорд-канцлер на Англия и впоследствие епископ на Рочестър, измисля серия от правила за живот в колежа. По този начин Колеж „Мъртън“ става модел за такива учреждения в Оксфорд, както и в Кеймбриджкия университет. След това нарастващ брой студенти живеят в колежи, а не в постоянни частни колежи и религиозни домове.
През 1333 – 1334 г. опитът на някои недоволни учени от Оксфорд да основат нов университет в Стамфорд, Линкълншър, е блокиран от университетите в Оксфорд и Кеймбридж, които подават петиция до крал Едуард III. След това, до 1820-те години, не е разрешено да се основават нови университети в Англия, дори и в Лондон; по този начин Оксфорд и Кеймбридж имат дуопол, което е необичайно за големите западноевропейски страни.
Оксфорд постига превъзходство над всяко друго учебно заведение и печели похвалите на папи, крале и мъдреци по силата на своята древност, учебна програма, доктрина и привилегии. През 1355 г. Едуард III отдава почит на университета за неговия безценен принос към обучението. Той коментира и службата към Държавата на изявени възпитаници на Оксфорд.
Джон Уиклиф, преподавател от Колеж „Бейлиъл“ от XIV век, се бори за Библия на английски език, против волята на папството.

### Ренесанс и Просвещение
Новото обучение през Ренесанса оказва силно влияние върху Оксфорд от края на XV век нататък. Сред университетските учени от периода са Уилям Гросин, който допринася за възраждането на изучаването на гръцки език, и Джон Колет, известен библейски учен.
През XVI век крал Хенри VIII принуждава университета да приеме развода му с Катерина Арагонска, а англиканските църковници Кранмър, Латимър и Ридли по-късно са съдени за ерес и изгорени на клада в града. С Английската реформация и прекъсването на общуването с Римокатолическата църква учени-отстъпници от Оксфорд бягат в Континентална Европа, установявайки се по-специално в Университета в Дуе, Франция. Методът на преподаване в Оксфорд се трансформира от средновековния схоластичен метод в ренесансовото образование, въпреки че институциите, свързани с университета, претърпяват загуба на земя и приходи.
Като център за обучение и стипендия репутацията на Оксфорд намалява през Просвещението. Записванията намаляват  и преподаването страда.

През 1636 г. Уилям Лод – канцлер и архиепископ на Кентърбъри, кодифицира устава на университета. Това до голяма степен остава неговите ръководни разпоредби до средата на XIX век. Лод е отговорен и за предоставянето на харта, осигуряваща привилегии за Oxford University Press, и той прави значителен принос за Бодлиевата библиотека – основната библиотека на университета. От началото на Англиканската църква като държавна църква до 1866 г. членството в църквата е изисквано за получаване на бакалавърска степен от университета, а на несъгласните е разрешено да получат магистърска степен едва през 1871 г.
Университетът е роялистки по време на Гражданската война в Англия (1642 – 1649), за разлика от града, който подкрепя Кръглоглавите. Чарлз I провежда контрапарламент в Конгресната зала на университета. От средата на XVIII век нататък обаче университетът почти не участва в политически конфликти.  
Колеж „Уодъм“, основан през 1610 г., е бакалавърският колеж на сър Кристофър Рен. Рен е част от брилянтна група учени експериментатори в Оксфорд през 1650-те г. – Оксфордският философски клуб, който включва Робърт Бойл и Робърт Хук. Тази група, която понякога е свързвана с Невидимия колеж на Бойл, провежда редовни срещи в Уодъм под ръководството на директора на колежа Джон Уилкинс и групата формира ядрото, което основава Кралското общество.
XVIII век се превръща в епоха на научни открития и религиозен разцвет. Едмънд Халей – професор по геометрия, предсказа завръщането на кометата, която носи неговото име. Молитвените събрания на Джон и Чарлз Уесли полагат основите на Методисткото общество.

### Модерна епоха

#### Студенти
Преди реформите в началото на XIX век учебната програма в Оксфорд е известна като ограничена и непрактична. Сър Спенсър Уолпол – историк на съвременна Великобритания и висш държавен служител, не е следвал в университет. Той казва: „Малко лекари, малко адвокати, малко хора, предназначени за търговия, някога са мечтали да преминат през университетска кариера.“ Той цитира комисарите на Оксфордския университет през 1852 г., които казват: „Образованието, дадено в Оксфорд, не е такова, че да допринесе за напредъка в живота на много хора, с изключение на тези, предназначени за служение.“ Въпреки това Уолпол твърди:
| „ | Сред многото недостатъци на университетското образование обаче имаше едно добро нещо и това бе образованието, което студентите си дадоха. Бе невъзможно да се съберат 1000 или 1200 от най-добрите млади мъже в Англия, да им се даде възможност да се запознаят един с друг и пълната свобода да живеят живота си по свой начин, без да се развият в най-добрите сред тях някои възхитителни качества на лоялност, независимост и самоконтрол. | “ |

От студентите, завършили през 1840 г., 65% са синове на професионалисти (34% са англикански духовници). След дипломирането си 87% стават професионалисти (59% като англикански духовници). От студентите, завършили през 1870 г., 59% са синове на професионалисти (25% са англикански духовници). След дипломирането си 87% стават професионалисти (42% като англикански духовници).
М. С. Къртойс и H. С. Джоунс твърдят, че възходът на организирания спорт е една от най-забележителните и отличителни черти в историята на университетите в Оксфорд и Кеймбридж в края на XIX и началото на XX век. Той е пренесен от атлетизма, преобладаващ в държавните училища като Итън, Уинчестър, Шрусбъри и Хароу.
Всички студенти, независимо от избраната от тях област на обучение, трябва да прекарат (поне) първата си година в подготовка за изпит за първа година, силно фокусиран върху класическите езици. Студентите по естествени науки намират това за особено обременяващо и подкрепят отделна научна степен, като изучаването на старогръцки език е премахнато от задължителните им курсове. Тази концепция за бакалавър на науките е приета в други европейски университети (Лондонският университет я прилага през 1860 г.), но предложението от 1880 г. в Оксфорд за замяна на класическите с модерни езици (като немски или френски) е неуспешно. След значителни вътрешни спорове относно структурата на учебната програма по изкуства, през 1886 г. „предварителният курс по естествени науки“ е признат за квалифицираща част от изпита за първата година.
В началото на 1914 г. университетът приютява около 3000 студенти и около 100 докторанти. По време на Първата световна война много студенти и преподаватели се присъединяват към въоръжените сили. До 1918 г. почти всички преподаватели са в униформи, а студентското население в резиденцията е намалено до 12 % от общия брой преди войната. Общо 14 792 членове на университета са служили във войната, като 2716 (18,36%) от тях са убити. Не всички членове на университета, участващи в Първата световна война, са на страната на Съюзниците: има забележителен мемориал на членовете на Ню Колидж, служили в германските въоръжени сили, с надпис „В памет на мъжете от този колеж, които идват от чужда земя, влязоха в наследството на това място и се върнаха, биха се и умряха за своята страна във войната 1914–1918“. През годините на войната сградите на университета се превръщат в болници, кадетски школи и военни тренировъчни лагери.

#### Реформи
Две парламентарни комисии през 1852 г. издават препоръки за Оксфорд и Кеймбридж. Арчибалд Кембъл Тейт – бивш директор на училище по ръгби, е ключов член на Оксфордската комисия; той иска Оксфорд да следва немския и шотландския модел, в който професурата е от първостепенно значение. Докладът на комисията предвижда централизиран университет, управляван предимно от професори и факултети, с много по-силен акцент върху научните изследвания. Професионалният състав трябва да бъде подсилен и по-добре заплатен. За студентите трябва да отпаднат ограниченията за влизане и да се дадат повече възможности на по-бедните семейства. Той призова за разширяване на учебната програма, с отличие, което да се присъжда в много нови области. Бакалавърските стипендии трябва да бъдат отворени за всички британци. Стипендиите за висше образование трябва да бъдат отворени за всички членове на университета. Той препоръчва стипендиантите да бъдат освободени от задължението за ръкополагане. На студентите трябва да бъде позволено да спестяват пари, като се настаняват в града, вместо в колеж.
Системата от отделни почетни школи за различни предмети започва през 1802 г. с математика и Literae Humaniores (класически науки). Школите по „Естествени науки“ и „Право и съвременна история“ са добавени през 1853 г. До 1872 г. последната от тях се разделя на „Право“ и „Модерна история“. Теологията става шестата почетна школа. В допълнение към тези бакалавърски степени с отличие се предлага и все още се предлага следдипломна бакалавърска степен по гражданско право (BCL).
В средата на XIX век се наблюдава въздействието на Оксфордското движение (1833 – 1845), водено от бъдещия кардинал Джон Хенри Нюман. Движението се стреми да съживи католическите аспекти на Англиканската църква. Нюман става римокатолик през 1845 г. и по-късно е направен кардинал. През 2019 г. е канонизиран за светец.
През 1860 г. новият Университетски музей е сцена на известния дебат между Томас Хъксли, защитник на еволюцията, и епископ Уилбърфорс.
Влиянието на реформирания модел на германските университети достига до Оксфорд чрез ключови учени като Едуард Бувери Пюзи, Бенджамин Джоует и Макс Мюлер.
Административните реформи през XIX век включват замяната на устните изпити с писмени приемни изпити, по-голяма толерантност към религиозното несъгласие и създаването на четири женски колежа. Решенията на Тайния съвет през XX век (напр. премахването на задължителното ежедневно богослужение, отделянето на Regius професурата по иврит от духовен статут, отклоняването на богословските наследства на колежите за други цели) разхлабват връзката с традиционното вярване и практика. Освен това, въпреки че акцентът на университета исторически е върху класическите знания, неговата учебна програма се разширява през XIX век, за да включва научни и медицински изследвания. Познаването на старогръцки се изисква за прием до 1920 г., а на латински – до 1960 г.
Оксфордският университет започва да присъжда докторски степени за научни изследвания през първата третина на XX век. Първата оксфордска докторска степен по математика е присъдена през 1921 г.
Списъкът на изтъкнатите учени в Оксфордския университет е дълъг и включва много хора, които имат голям принос в политиката, науката, медицината и литературата. Към октомври 2022 г. 73 нобелови лауреати и повече от 50 световни лидери са били свързани с Оксфордския университет.

### XX – XXI век
През XX и началото на XXI век Оксфорд създава големи нови изследователски капацитети в естествените и приложните науки, включително медицината. По този начин той подобрява и укрепва традиционната си роля на международен фокус за обучение и форум за интелектуален дебат. Оксфордският университет е в центъра на реакцията срещу COVID-19 от самото начало на кризата, оставайки в челните редици на глобалните усилия за борба с болестта и за смекчаване на многобройните ѝ ефекти, като разработване на ваксина и идентифициране на лечения. До началото на 2022 г. повече от 2,6 милиарда дози от ваксината на Оксфорд/Астра Дзенека са доставени в над 180 страни, като приблизително 2/3 отиват в страни с ниски и средни доходи. Смята се, че тя е помогнала за предотвратяването на 50 милиона случая на COVID-19, пет милиона хоспитализации и е спасила повече от един милион живота.

### Образование на жените
Университетът приема статут през 1875 г., позволяващ изпити за жени за приблизителна бакалавърска степен. За кратък период от време в началото на 1900 г. това позволява на т. нар. „параходни дами“ да получат дипломи ad eundem от Дъблинския университет.
През юни 1878 г. е създадена Асоциацията за женско образование (AEW), която има за цел евентуалното създаване на женски колеж в Оксфорд. Някои от по-известните нейни членове са Джордж Гранвил Брадли, Т. Х. Грийн и Едуард Стюарт Талбот. Талбот настоява за специфично англиканска институция, което е неприемливо за повечето от останалите членове. Двете страни в крайна сметка се разделят и групата на Талбот основава Лейди Маргарет Хол през 1878 г., а T. Х. Грийн основава неденоминационния колеж „Самървил“ през 1879 г. Двата колежа отварят вратите си за първите 21 студентки (12 в Съмървил и 9 в Лейди Маргарет Хол) през 1879 г., които посещават лекции в стаи над оксфордска пекарна. През 1879 г. има и 25 студентки, които живеят у дома или с приятели – група, която се превръща в Обществото на оксфордските домашни студенти, а през 1952 г. в Колеж „Сейнт Ан“. Тези първи три женски общества са последвани от Колеж „Сейнт Хю“ (1886) и Колеж „Сейнт Хилда“ (1893). Всички тези колежи по-късно стават съвместни, като се започне с Лейди Маргарет Хол и Сейнт Ан през 1979 г. и се завърши със Сейнт Хилда, който започва да приема студенти от мъжки пол през 2008 г.
В началото на XX век Оксфорд и Кеймбридж са широко възприемани като бастиони на мъжките привилегии, но интеграцията на жените в Оксфорд напредва по време на Първата световна война. През 1916 г. жените са приемани като студентки по медицина наравно с мъжете, а през 1917 г. университетът поема финансова отговорност за изпитите на жените.
На 7 октомври 1920 г. жените стават пълноправни членове на университета и получават правото да вземат степени. През 1927 г. университетските преподаватели създават квота, която ограничава броя на студентките до 1/4 от този на мъжете – решение, което е отменено едва през 1957 г. През този период обаче колежите в Оксфорд са еднополови, така че броят на жените също е ограничен от капацитета на женските колежи да приемат студенти. Едва през 1959 г. женските колежи получават пълен колегиален статут.
През 1974 г. Брейзноуз, Джизъс, Уодъм, Хертфорд и Сейнт Катрин стават първите изцяло мъжки колежи, които започват да приемат жени. По-голямата част от мъжките колежи приемат първите си студентки през 1979 г. с Крайст Чърч през 1980 г. и Ориъл през 1985 г. като последен мъжки колеж, който приема жени. Повечето от висшите колежи в Оксфорд са основани като учебни заведения за съвместно обучение през XX век, с изключение на Сейнт Антъни, който е основан като мъжки колеж през 1950 г. и започва да приема жени едва през 1962 г. До 1988 г. 40% от студентите в Оксфорд са жени. През 2016 г. 45% от студентското население и 47% от студентите са жени.
През юни 2017 г. Оксфорд обявява, че от следващата академична година студентите по история могат да изберат да се явяват на изпит от вкъщи в някои курсове, с намерението това да изравни процентите на степени, присъдени на жени и мъже в Оксфорд. През същото лято тестовете по математика и информатика са удължени с 15 минути, за да се види дали резултатите на студентките ще се подобрят.
Детективският роман Gaudy Night на Дороти Сейърс, която е една от първите жени, получили академична степен в Оксфорд, се развива до голяма степен в изцяло женския колеж „Шрюсбъри“ (базиран на колежа на Сейърс „Съмървил“), а въпросът за образованието на жените е централен в неговия сюжет. Книгата на социалната историчка и възпитаничка на колежа „Самървил" Джейн Робинсън Bluestockings: A Remarkable History of the First Women to Fight for an Education дава много подробен и задълбочен разказ за тази история.

## Сгради и обекти

### Основни обекти
Университетът е „градски университет“, тъй като няма основен кампус, а вместо това колежите, факултетите, местата за настаняване и другите съоръжения са разпръснати из центъра на града. Научната зона, в която са разположени повечето научни отдели, е зоната, която най-много прилича на кампус. Кварталът на обсерваторията Радклиф с площ от 4 хектара в северозападната част на града в момента е в процес на разработка. 
Емблематичните университетски сгради включват Радклиф Камера, Шелдънския театър, използван за музикални концерти, лекции и университетски церемонии, и Изпитните училища, където се провеждат изпити и някои лекции. Университетската църква "Света Богородица" е използвана за университетски церемонии преди построяването на театъра. Катедралата „Крайст Чърч“ служи както за параклис на колеж, така и за катедрала. 
През 2012–2013 г. университетът построява противоречивото еднохектарово общежитие „Касъл Мил“ от 4–5-етажни блокове със студентски апартаменти с изглед към Крипли медоу и историческата Порт Медоу, блокиращи гледките към шпиловете в центъра на града. Строежът е оприличен на изграждането на „небостъргач до Стоунхендж“.

### Паркове
Университетските паркове са 28 хектарова паркова зона в североизточната част на града, близо до колежите „Кебъл“,  „Съмървил“ и Лейди Маргарет Хол. Отворен е за обществеността през светлата част на деня. Освен че съхраняват градини и екзотични растения, парковете съдържат многобройни спортни игрища, използвани за официални и неофициални срещи, а също така съдържат обекти от особен интерес, включително Генетичната градина – експериментална градина за изясняване и изследване на еволюционните процеси. 
Ботаническата градина на Хай Стрийт е най-старата ботаническа градина в Обединеното кралство. Съдържа над 8000 различни растителни вида на площ от 4,4, хектара. Това е една от най-разнообразните, но компактни големи колекции от растения в света и включва представители на над 90% от семействата висши растения. Арбореумът Харкорт от 53 хектара е на 9,7 км южно от града и включва естествена гора и 27 хектара ливади. Уитъм Удс от 4 км2 са собственост на университета и се използват за изследвания в областта на зоологията и глобалното затопляне.
Има и различни открити пространства, собственост на колежи, отворени за обществеността, включително Багли Уд и най-вече Крайст Чърч Медоу.

## Класиране
| Национални класации           | 2023 | 2024 | Глобални класации | 2022 | 2023 | 2024 |
| ----------------------------- | ---- | ---- | ----------------- | ---- | ---- | ---- |
| Times Good University Guide   | 1-ви |      | ARWU              | 7-и  |      |      |
| Guardian University Guide     | 2-ри |      | QS                |      |      | 3-ти |
| Sunday Times University Guide | 1-ви |      | THE               |      | 1-ви |      |
| The Complete University Guide |      | 2-ри |                   |      |      |      |

Оксфорд редовно се класира сред петте най-добри университета в света и в момента е класиран на първо място в света в Класацията на световните университети на Times Higher Education, както и в Класацията на световните университети на Форбс. Той заема 1-ва позиция в Times Good University Guide за единадесет последователни години, и медицинското училище също поддържа първо място в таблицата „Клинични, предклинични и здравни“ на Times Higher Education (THE) World University Rankings за последните седем последователни години. През 2021 г. се класира на шесто място сред университетите по света според SCImago Institutions Rankings. THE също така признава Оксфорд за една от „шестте супер марки" в света в своята Световната класация за репутация, заедно с Калифорнийския университет – Бъркли, Кеймбриджкия университет, Харвардския университет, Масачузетския технологичен институт и Станфордския университет. Университетът е пети в световен мащаб в класацията на US News. Неговото Бизнес училище „Саид“ е на 13-то място в света в Global MBA класацията на Файненшъл Таймс.
Оксфорд е класиран на 13-то място в света през 2022 г. от Nature Index, който измерва най-големите участници в публикации, публикувани в 82 водещи списания. Той е класиран като пети най-добър университет в света и първи във Великобритания за формиране на главни изпълнителни директори според Professional Ranking World Universities и първи в Обединеното кралство за качеството на своите възпитаници, избрани от специалистите по подбор на най-големите компании в Обединеното кралство.
В Complete University Guide за 2018 г. всичките 38 предмета, предлагани от Оксфорд, се нареждат в топ 10 на национално ниво, което означава, че Оксфорд е един от само двата университета с много факултети (заедно с Кеймбридж) в Обединеното кралство, които имат 100% от своите предмети в топ 10. Компютърни науки, медицина, философия, политика и психология са класирани на първо място в Обединеното кралство от наръчника.
Според QS World University Rankings by Subject Оксфордският университет също се нарежда като номер едно в света за четири хуманитарни дисциплини: английски език и литература, съвременни езици, география и история. Освен това се нарежда на второ място в световен мащаб за антропология, археология, право, медицина, политика и международни изследвания, и психология.

## Прием
Като едно от най-престижните учебни заведения в Европа и в света, Оксфорд има и един от най-селективните и с голяма конкуренция приеми за места. Системата за избор се състои от интервюиране на кандидатите в колежа, който са посочили за следване, от техни потенциални ръководители по избраната специалност. Кандидатите са длъжни да ползват Британската система UCAS за подаване на документи към университета: доказване на изпитни оценки, лично изявление, описание на предприети извънучебни занимания и лични данни.
Поради факта, че повече от половината приети от Оксфордския университет британски кандидат-студенти са получили средното си образование в частния учебен сектор и че приемът на ученици от сферата на стандартното общо образование остава сравнително нисък, университетът често бива предмет на остра критика и обвинения в елитарност. Един от главните доводи срещу това е, че поради естеството на британската учебна система мнозинството най-интелигентни и успешни ученици учат в частни училища, което обяснява защо тези заведения са главният източник на кандидати за елитните университети като Оксфордския и Кеймбриджкия.

## Структура
Университетът е организиран на 2 нива – колежно и факултетно/катедрено. Това може да е малко объркващо, защото на практика университетът представлява федерация на колежите, които са самоуправляващи се единици, с обща централна администрация начело с вицеканцлер. Академичните факултети са част от тази структура и са също централни, те не са част от никой колеж. Факултетите осъществяват научната дейност, предоставят необходимата материална база за обучение и изследвания, организират лекции и семинари и определят програмите и насоките за обучение на студентите. Членовете на един академичен факултет са разпръснати сред колежите; макар и дадени колежи да са по-силни в някои дисциплини (например Нъфилд Колидж е център за социални науки), те са по-скоро изключение, тъй като повечето колежи представляват пъстра смесица от преподаватели и студенти от различни дисциплини. Материалната база като например библиотеките се предоставя на всички нива: от централния университет – Бодлиевата библиотека, от факултетите (например библиотеката на факултета по английски) и от колежите – всеки от тях поддържа мултидисциплинарна библиотека за ползване от членовете му.
Колежите (различни по-размер) в Оксфорд са над 30 и са местата, в които се организира обучението, протича студентският живот и където студентите живеят през по-голямата част от следването си. Благодарение на колежите, студентите могат да ползват обучение, близко до индивидуалното – при тази система упражнения се провеждат в присъствието на няколко (често 1 – 2) студенти и един преподавател. С тази система се свързва в значителна степен успехът на обучението и тя е уникална за Оксфорд и Кеймбридж (наричани понякога заедно Оксбридж) в Обединеното кралство.
Такава система е много скъпа и в контекста на намалено държавно дотиране на образованието поддържането ѝ изисква набиране на все повече частни и спонсорски средства.

### Колежи
Университетът има 44 колежа, в които влизат и петте постоянни частни колежа (PPHs), основани от различни християнски деноминации и запазвали своя религиозен характер. Колежите са малки, мултидисциплинарни общности. Всеки от тях има студенти, академичен и административен персонал. Повечето колежи предлагат храна, библиотеки, настаняване, спорт, социални, културни и развлекателни дейности за своите членове и др. Те имат много общи неща, но всеки има свой характер и история. Всички студенти с бакалавърска степен принадлежат към катедра или факултет и колеж или зала, с изключение на тези, които посещават курсове без да са членове на университета. Колежите носят отговорност за приема на студенти и организирането на тяхното обучение. 
Залите и колежите се обединяват в Конференция на колежите, създадена през 1965 г., която представлява общите интереси на няколко университетски колежа, за да обсъждат въпроси от общ интерес и да действат колективно, когато е необходимо, като например в отношенията с централния университет.
Преподавателите в колежите (които са или fellows, или tutors) са общоизвестни като донове, въпреки че терминът рядко се използва от самия университет. Няма обща титла за ръководителите на колежиte: използваните титли включват Warden, Provost, Principal, President, Rector, Master и Dean. 

#### Списък на колежите
в скоби е годината на основаване
- Ол Соулс Колидж (1438)
- Бейлиъл Колидж (1263)
- Брейзноуз Колидж (1509)
- Крайст Чърч (1546)
- Корпус Кристи  (1517)
- Егзетър Колидж (1314)
- Грийн Темпълтън Колидж (2008)
- Харис Манчестър Колидж (1889)
- Хертфорд Колидж (1740)
- Джизъс Колидж (1571)
- Кибъл Колидж (1870)
- Келог Колидж (1990)
- Лейди Маргарет Хол (1878)
- Линакър Колидж (1962)
- Линкълн Колидж (1427)
- Модлин Колидж (1458)
- Мансфийлд Колидж (1886)
- Мъртън Колидж (1264)
- Ню Колидж (1379)
- Нъфилд Колидж (1958)
- Ориъл Колидж (1326)
- Пембрук Колидж (1624)
- Куинс Колидж (1341)
- Рюбън Колидж (2019)
- Сейнт Анс Колидж (1878)
- Сейнт Антънис Колидж (1953)
- Сейнт Катринс Колидж (1963)
- Сейнт Крос Колидж (1965)
- Сейнт Едмънд Хол (1957)
- Сейнт Хилдас Колидж (1893)
- Сейнт Хюс Колидж (1886)
- Сейнт Джонс Колидж (1555)
- Сейнт Питърс Колидж (1929)
- Самървил Колидж (1879)
- Тринити Колидж (1554)
- Юнивърсити Колидж (1249)
- Уодъм Колидж (1610)
- Улфсън Колидж (1966)
- Уостър Колидж (1714)

Постоянните частни колежа (PPH) са основани от различни християнски деноминации. Една от разликите между колежа и PPH е, че докато колежите се управляват от fellows на колежа, управлението на PPH се намира, поне отчасти, в съответната християнска деноминация. Петте текущи PPHs са:
- Блекфрайърс Хол (1221, преоснована 1921)
- Кемпиън Хол (1896)
- Риджънтс Парк Колидж (1752)
- Сейнт Стивънс Хаус (1876)
- Уиклиф Хол (1877)

## Известни възпитаници
През цялата си история значителен брой възпитаници на Оксфорд, известни като Oxonians, изпъкват в много различни области, както академични, така и други. Общо 70 носители на Нобелова награда следват или преподават в Оксфорд, с награди във всичките шест категории. Повече информация за забележителни членове на университета може да се намерят в отделните статии за колежите. Едно лице може да бъде свързано с два или повече колежа като студент, следдипломен и/или член на персонала.

### Политика
Тридесет британски министър-председатели следват в Оксфорд, включително Уилям Гладстон, Хърбърт Хенри Аскуит, Клемент Атли, Харолд Макмилан, Едуард Хийт, Харолд Уилсън, Маргарет Тачър, Тони Блеър, Дейвид Камерън, Тереза Мей, Борис Джонсън, Лиз Тръс и Риши Сунак. От всички следвоенни министър-председатели само Гордън Браун е получил образование в университет, различен от Оксфорд (Единбургския университет), докато Уинстън Чърчил, Джеймс Калахан и Джон Мейджър никога не са следвали.
Минимум 30 други международни лидери получават образование в Оксфорд. Тук влизат Харалд V от Норвегия, Абдула II от Йордания, Вилхелм II от Нидерландия, пет министър-председателя на Австралия (Джон Гортън, Малкълм Фрейзър, Боб Хоук, Тони Абът и Малкълм Търнбул), Шест министър-председателя на Пакистан (Лиакат Али Хан, Хюсейн Шахид Сухраварди, сър Фероз Хан Нун, Зулфикар Али Бхуто, Беназир Бхуто и Имран Хан), два министър-председателя на Канада (Лестър Пиърсън и Джон Търнър), два министър-председателя на Индия (Манмохан Сингх и Индира Ганди, макар че Ганди не завършва), министър-председател на Цейлон ( Соломон Бандаранайке), Норман Уошингтън Манли от Ямайка, Хайтам бин Тарик Ал Саид (султан на Оман) Ерик Уилямс (премиер на Тринидад и Тобаго), Педро Пабло Кучински (бивш президент на Перу), Абхисит Веджажива  (бивш премиер на Тайланд) и Бил Клинтън (първият президент на САЩ, следвал в Оксфорд). Артър Мутамбара (заместник министър-председател на Зимбабве), е стипендиант на Родс през 1991 г. Серетсе Кхама, първият президент на Ботсвана, прекарва година в Бейлиъл Колидж. Фестус Могае (бивш президент на Ботсвана) е студент в Юнивърсити Колидж. Активистката за демокрация от Бирма и Нобелов лауреатка Аун Сан Су Чи е студентка в Колеж „Сейнт Хю“. Джигме Хесар Намгиал Вангчук, сегашният управляващ Драконов крал на Бутан, е член на Модлин Колидж. Най-младият лауреат на Нобелова награда в света, Малала Юсафзаи, получава бакалавърска степен по философия, политика и икономика.

### Право
Оксфорд завършват голям брой изтъкнати юристи, съдии и адвокати от цял свят. Лордовете Томас Бингам и Алфред Денинг, общопризнати като двама от най-влиятелните английски съдии в историята на англосансконското право,  следват в Оксфорд. В Обединеното кралство трима от настоящите съдии от Върховния съд са възпитаници на Оксфорд: Робърт Рийд (зам. председател на Върховния съд), Никълъс Уилсън и Майкъл Бригс; пенсионираните съдии включват Дейвид Нойбергер (президент на Върховния съд 2012–2017), Джонатан Манс (заместник-председател на Върховния съд 2017–2018), Алън Роджър, Джонатан Съмпион, Марк Савил, Джон Дайсън и Саймън Браун. Дванадесетте лорд-канцлери и деветте лорд-главни съдии са Томас Бингам, Стенли Бъкмастър, Томас Мор, Томас Уолси, Гавин Симондс. Двадесет и двамата лордове на закона са Леонард Хофман, Кенет Диплок, Ричард Уилбърфорс, Джеймс Аткин, Саймън Браун, Никълъс Браун-Уилкинсън, Брайън Хътън,  Робърт Гоф, Джонатан Манс, Алън Роджър, Марк Савил, Лесли Скарман, Йохан Стейн; Master of the Rolls включват Алфред Денинг и Уилфред Грийн; Апелативните съдии включват Джон Лоус, Брайън Левисън и Джон Мъмъри. Главните прокурори на британското правителство включват Доминик Грийв, Никълъс Лайъл, Патрик Мейхю, Джон Хобсън, Реджиналд Манингам-Булър, Лайънъл Хийлд, Франк Соскис, Дейвид Максуел Файф, Доналд Сомървел, Уилям Джоуит; Директорите на прокуратурата включват сър Томас Хетерингтън, дама Барбара Милс и сър Киър Стармър.
В Съединените щати трима от деветте действащи съдии във Върховния съд са от Оксфорд: Стивън Брайър, Елена Каган, и Нийл Горсуч; пенсионирани съдии включват Джон Маршал Харлан II, Дейвид Соутър и Байрън Уайт. В международен план сър Хъмфри Уолдок служи в Международния съд на ООН, Акуа Куениехия, заседавал в Международния наказателен съд, сър Николас Браца и Пол Махони заседават в Европейския съд по правата на човека, Кенет Хейн, Дайсън Хейдън, както и Патрик Кийн са във Върховния съд на Австралия; Кайлас Нат Уанчу и А. Н. Рей са главни съдии на Върховния съд на Индия; Корнелия Сорабджи, първата студентка по право в Оксфорд, е първата адвокатка в Индия; в Хонконг Аариф Барма, Томас Ау и Дорийн Льо Пишон понастоящем работят в Апелативния съд, докато Чарлз Чинг и Хенри Литън са постоянни съдии към Окончателния апелативен съд на Хонконг; Лори Акерман и Едуин Камерън са в Конституционния съд на Южна Африка; шестима младши съдии от Върховния съд на Канада и един главен съдия от вече несъществуващия Федерален съд на Канада също учат в Оксфорд.
Списъкът на известните юристи включва Х. Л. А. Харт, Роналд Дуоркин, Андрю Бъроуз, сър Гюнтер Трайтел, Джеръми Уолдрън, А. В. Дайси, Уилям Блекстоун, Джон Гарднър, Робърт А. Горман, Тимъти Ендикот, Питър Бъркс, Джон Финис, Андрю Ашуърт, Джоузеф Раз, Пол Крейг, Лесли Грийн, Тони Оноре, Нийл Маккормик и Хю Колинс. Други изтъкнати практикуващи, които следват в Оксфорд, са лорд Дейвид Паник, Джефри Робъртсън, Амал Клуни, лорд Едуард Фолкс и Дайна Роуз.

### Математика и наука
Четирима математици от Оксфорд: Майкъл Атия, Даниел Куилън, Саймън Доналдсън и Джеймс Мейнард печелят Филдсови медали, често наричани „Нобелова награда за математика“. Андрю Уайлс, който доказва Последната теорема на Ферма, следва в Оксфорд и в момента е Региус професор и професор по математика в Кралското общество в Оксфорд. Маркъс дю Сотоа и Роджър Пенроуз в момента са професори по математика, а Джаки Стедал е била професорка в университета. Стивън Волфрам, главен дизайнер на Mathematica и Wolfram Alpha, учи в университета, заедно с Тим Бърнърс-Лий, изобретател на Уърлд Уайд Уеб, Едгар Код, изобретател на релационната база данни, и Тони Хоаре, пионер на езиците за програмиране и изобретател на бързото сортиране.
Университетът е свързан с единадесет носители на Нобелова награда по химия, шест по физика и шестнадесет по медицина.
Учените – изследователи в Оксфорд включват химика Дороти Ходжкин, която получава Нобеловата си награда за „определяне чрез рентгенови техники на структурите на важни биохимични вещества“, Хауърд Флори, който споделя Нобеловата награда от 1945 г. „за откриването на пеницилина и неговия лечебен ефект при различни инфекциозни заболявания“, и Джон Б. Гудинаф, който споделя Нобеловата награда по химия през 2019 г. „за развитието на литиево-йонни батерии“. Ричард Докинс и Фредерик Соди следват в университета и се връщат с изследователска цел. Робърт Хук, Едуин Хъбъл и Стивън Хокинг следват в Оксфорд.
Робърт Бойл, основател на съвременната химия, никога не е учил официално или е заемал пост в университета, но е живял в града, за да бъде част от научната общност и е удостоен с почетна степен. Известни учени, прекарали кратки периоди в Оксфорд, включват Алберт Айнщайн – създател на Общата теория на относителността и концепцията за фотоните, и Ервин Шрьодингер, формулирал уравнението на Шрьодингер и мисловния експеримент с котката на Шрьодингер. Строителният инженер Рома Агравал, отговорна за лондонския небостъргач Шард, приписва любовта си към инженерството на лятната практика по време на бакалавърската си степен по физика в Оксфорд.
Икономистите Адам Смит, Алфред Маршал, Е. Ф. Шумахер и Амартия Сен прекарват време в Оксфорд.